# Урмія (місто)
У́рмія (перс. ارومیه; азерб. اورمو ,اورومیه Urumiyə, Urmu; курд. Wirmê, Urmê) — місто в Ірані, адміністративний центр остану Західний Азербайджан, розташоване на західному березі озера Урмія. Населення — 577 307 осіб (2006). Основну частину населення складають азербайджанці (понад 90 %), окрім того, є й курдські, вірменські та ассирійські громади. Місто було засновано як урартське поселення на березі однойменного озера.
У місті розташований однойменний аеропорт.

## Визначні пам'ятки

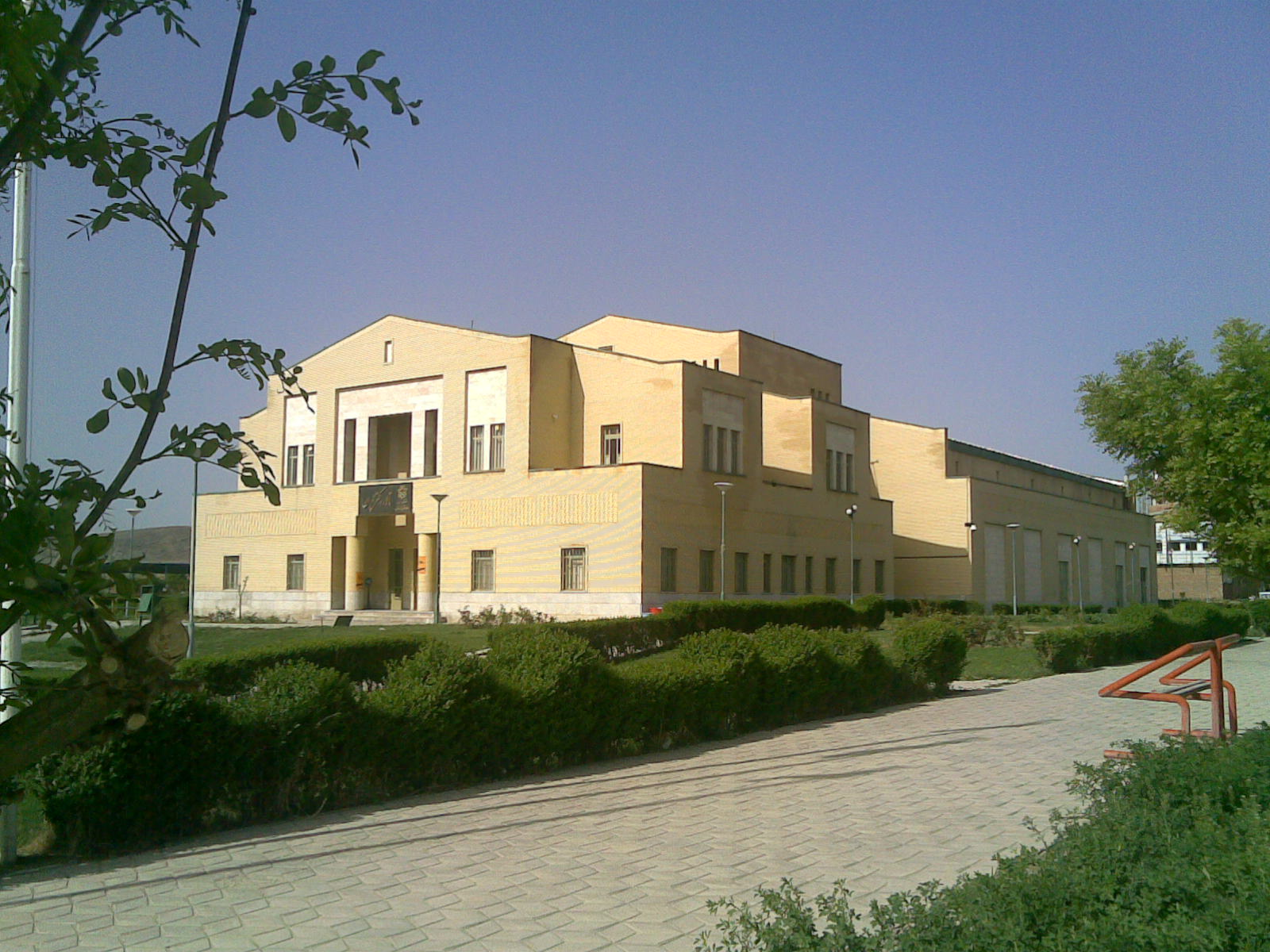
Будівля університету в Урмії

В Урмії є дуже багато мечетей. Крім них, існують дуже цікаві та примітні ассирійські та християнські церкви. Найдавніша урмійська церква — Мар-Фома, як стверджується, була збудована апостолом Фомою. Дуже великий інтерес становить стародавній християнський храм Моєхне, що належить до V століття н. е.
Важливою пам'яткою урмійської ісламської архітектури слід назвати міську Соборну мечеть XIII століття епохи Ільханiв. Територіально розташована у центральній частині міського базару. Мечеть має дуже значні розміри, у неї є простора молитва, побудована з цегли (його середина вкрита великим куполом). Дуже примітний міхраб мечеті, оскільки на ньому є гарні ліпні прикраси та чудові каліграфічні розписи. Тому його відносять до найвидатніших художніх творів часу Ільханідів. Мечеть у 1768 році була оновлена.
Острів Джезірейе-Ешек розташований в озері Урмія, на схід від міста Урмія. Він має площу 2115 га. На ньому мешкає іранська лань — один із рідкісних видів оленів у світі; а також розташоване чисте джерело прісної води.
Важливий центр туризму та відпочинку для мешканців Урмії — міський парк під назвою Аллер-Баги на березі річки. Це один з найбільших і найкрасивіших міських парків, розташованих у південній частині міста, поряд з мостом Юч-Гезлю. У парку повно зелені, є великі майданчики для розміщення людей, стоять погруддя великих іранських культурних діячів, для розваг городян є човни та коляски з кіньми.
Лісопарк Шейх-Тепе — також одне з важливих туристичних місць міста, розташоване в південно-східній частині Урмії, на височині, біля стародавнього мідійського кургану Шейх-Тепе, який виник ще до прийняття мідянами та персами зороастрійської віри.
Церква Мар-Даніель розташована за 25 км на північ від міста Урмія. Вона побудована, ймовірно, у першому тисячолітті н. е. на березі річки Назли-Чай. Вона споруджена з каміння ще під час правління Сасанідів. У Першу світову війну вона була наполовину зруйнована, проте останні роки відновлена.
На південному сході міста Урмія знаходиться Трьохкупольна вежа, що сягає періоду Сельджукідів. Вона має циліндричну форму та побудована з каменю та цегли. Діаметр вежі — 5 м, а висота її — 13 м. Біля входу в вежу розташована гробниця, прикрашена куфічними написами. Ймовірно, у гробниці чи в самій вежі похований один із сельджукських вельмож. Сама вежа багато прикрашена квітковими візерунками, ліпниною та написами куфічним шрифтом.

## Демографія
За даними переписів населення Ірану, чисельність населення Урмії змінювалася наступним чином: 435,2 тис. осіб у 1996 р., 583,3 тис. у 2006 р., 667,5 тис. у 2011 р. та 736,2 тис. у 2016 р. Середньорічні загальні темпи зростання населення дорівнювали 2,97 % у 1996—2006 рр., 2,73 % у 2006—2011 рр. та 1,98 % у 2011-16 рр. Їхнє суттєве падіння свідчить про різке зниження народжуваності в урмійців. Частка міста Урмія у населенні однойменного шахрестана зросла з 69,3 % у 2011 р. до 70,6 % у 2016 році.

## Відомі уродженці
- Сафіаддин Урмаві — музикознавець, композитор, поет та каліграф XIII століття.
- Фатьма Мухтарова — оперна співачка.